# Copa América 2007
Copa América 2007 (română Cupa Americii 2007) a fost a 42-a ediție a Cupei Americii găzduită de Venezuela. Câștigătoarea turneului a fost Brazilia care a învins în finală Argentina cu scorul de 3–0. Locul al treilea a fost adjudecat de Mexic după ce a reușit să devanseze Uruguayul cu 3–1.
În urma ediției din 2008, Brazilia a câștigat dreptul de a reprezenta CONMEBOL la Cupa Confederațiilor FIFA 2009.

## Echipe participante
- Argentina
- Bolivia
- Brazilia (Țară câștigătoare)
- Chile
- Columbia
- Ecuador
- Mexic (Țară invitată)
- Paraguay
- Peru
- Statele Unite (Țară invitată)
- Uruguay
- Venezuela (Țară gazdă)

## Stadioane

Orașele gazdă

| Oraș           | Stadion                                     | Capacitate |
| -------------- | ------------------------------------------- | ---------- |
| Maturín        | Estadio Monumental de Maturín               | 52,000     |
| San Cristóbal  | Estadio Polideportivo de Pueblo Nuevo       | 40,000     |
| Mérida         | Estadio Metropolitano de Mérida             | 42,000     |
| Puerto Ordaz   | Estadio Polideportivo Cachamay              | 41,600     |
| Barquisimeto   | Estadio Metropolitano de Fútbol de Lara     | 38,000     |
| Puerto La Cruz | Estadio Olímpico Luis Ramos                 | 38,000     |
| Maracaibo      | Estadio José Pachencho Romero               | 40,000     |
| Caracas        | Estadio Olímpico de la Ciudad Universitaria | 30,000     |
| Barinas        | Estadio Agustín Tovar „La Carolina”         | 27,500     |

## Prima rundă

### Grupa A
| Echipă    | MJ | V | E | Î | GM | GP | G  | Pct. |
| --------- | -- | - | - | - | -- | -- | -- | ---- |
| Venezuela | 3  | 1 | 2 | 0 | 4  | 2  | +2 | 5    |
| Peru      | 3  | 1 | 1 | 1 | 5  | 4  | +1 | 4    |
| Uruguay   | 3  | 1 | 1 | 1 | 1  | 3  | −2 | 4    |
| Bolivia   | 3  | 0 | 2 | 1 | 4  | 5  | −1 | 2    |

| Uruguay | 0 – 3     | Peru                                 |
| ------- | --------- | ------------------------------------ |
|         | (Cronică) | Villalta 27' Mariño 70' Guerrero 88' |

| Venezuela              | 2 – 2     | Bolivia             |
| ---------------------- | --------- | ------------------- |
| Maldonado 20' Páez 55' | (Cronică) | Moreno 38' Arce 84' |

| Bolivia | 0 – 1     | Uruguay     |
| ------- | --------- | ----------- |
|         | (Cronică) | Sánchez 58' |

| Venezuela                 | 2 – 0     | Peru |
| ------------------------- | --------- | ---- |
| Cichero 48' Arismendi 79' | (Cronică) |      |

| Peru             | 2 – 2     | Bolivia               |
| ---------------- | --------- | --------------------- |
| Pizarro 34', 85' | (Cronică) | Moreno 24' Campos 45' |

| Venezuela | 0 – 0     | Uruguay |
| --------- | --------- | ------- |
|           | (Cronică) |         |

### Grupa B
| Echipă   | MJ | V | E | Î | GM | GP | G  | Pct. |
| -------- | -- | - | - | - | -- | -- | -- | ---- |
| Mexic    | 3  | 2 | 1 | 0 | 4  | 1  | +3 | 7    |
| Brazilia | 3  | 2 | 0 | 1 | 4  | 2  | +2 | 6    |
| Chile    | 3  | 1 | 1 | 1 | 3  | 5  | −2 | 4    |
| Ecuador  | 3  | 0 | 0 | 3 | 3  | 6  | −3 | 0    |

| Ecuador                  | 2 – 3     | Chile                         |
| ------------------------ | --------- | ----------------------------- |
| Valencia 16' Benítez 23' | (Cronică) | Suazo 20', 80' Villanueva 86' |

| Brazilia | 0 – 2     | Mexic                    |
| -------- | --------- | ------------------------ |
|          | (Cronică) | Castillo 23' Morales 28' |

| Brazilia                     | 3 – 0     | Chile |
| ---------------------------- | --------- | ----- |
| Robinho 36' (pen.), 84', 87' | (Cronică) |       |

| Mexic                  | 2 – 1     | Ecuador    |
| ---------------------- | --------- | ---------- |
| Castillo 21' Bravo 79' | (Cronică) | Méndez 84' |

| Mexic | 0 – 0     | Chile |
| ----- | --------- | ----- |
|       | (Cronică) |       |

| Brazilia           | 1 – 0     | Ecuador |
| ------------------ | --------- | ------- |
| Robinho 56' (pen.) | (Cronică) |         |

### Grupa C
| Echipă        | MJ | V | E | Î | GM | GP | G  | Pct. |
| ------------- | -- | - | - | - | -- | -- | -- | ---- |
| Argentina     | 3  | 3 | 0 | 0 | 9  | 3  | +6 | 9    |
| Paraguay      | 3  | 2 | 0 | 1 | 8  | 2  | +6 | 6    |
| Columbia      | 3  | 1 | 0 | 2 | 3  | 9  | −6 | 3    |
| Statele Unite | 3  | 0 | 0 | 3 | 2  | 8  | −6 | 0    |

| Paraguay                                  | 5 – 0     | Columbia |
| ----------------------------------------- | --------- | -------- |
| Santa Cruz 30', 46', 80' Cabañas 84', 88' | (Cronică) |          |

| Argentina                           | 4 – 1     | Statele Unite ale Americii |
| ----------------------------------- | --------- | -------------------------- |
| Crespo 11', 60' Aimar 76' Tévez 84' | (Cronică) | Johnson 9' (pen.)          |

| Statele Unite ale Americii | 1 – 3     | Paraguay                              |
| -------------------------- | --------- | ------------------------------------- |
| Clark 35'                  | (Cronică) | Barreto 29' Cardozo 56' Cabañas 90+2' |

| Argentina                                           | 4 – 2     | Columbia                    |
| --------------------------------------------------- | --------- | --------------------------- |
| Crespo 20' (pen.) Riquelme 34', 45' D. Milito 90+1' | (Cronică) | E. Perea 10' Castrillón 76' |

| Statele Unite ale Americii | 0 – 1     | Columbia       |
| -------------------------- | --------- | -------------- |
|                            | (Cronică) | Castrillón 15' |

| Argentina      | 1 – 0     | Paraguay |
| -------------- | --------- | -------- |
| Mascherano 79' | (Cronică) |          |

### Clasarea echipelor de pe locul trei
Două dintre echipele clasate pe locul trei în grupele lor au mers în sferturile de finală.
| Grupa | Echipă   | MJ | V | E | Î | GM | GP | G  | Pct. |
| ----- | -------- | -- | - | - | - | -- | -- | -- | ---- |
| B     | Chile    | 3  | 1 | 1 | 1 | 3  | 5  | −2 | 4    |
| A     | Uruguay  | 3  | 1 | 1 | 1 | 1  | 3  | −2 | 4    |
| C     | Columbia | 3  | 1 | 0 | 2 | 3  | 9  | −6 | 3    |

## Faza eliminatorie
|  | Sferturi de finală       | Sferturi de finală      |                      |       | Semifinale  | Semifinale  |  |  | Finala             | Finala |
|  |                          |                         |                      |       |             |             |  |  |                    |        |
|  | 7 iulie - San Cristóbal  |                         |                      |       |             |             |  |  |                    |        |
|  |                          |                         |                      |       |             |             |  |  |                    |        |
|  | Venezuela                | 1                       |                      |       |             |             |  |  |                    |        |
|  | Venezuela                | 1                       | 10 iulie - Maracaibo |       |             |             |  |  |                    |        |
|  | Uruguay                  | 4                       |                      |       |             |             |  |  |                    |        |
|  | Uruguay                  | 4                       | Uruguay              | 2 (4) |             |             |  |  |                    |        |
|  | 7 iulie - Puerto La Cruz |                         | Uruguay              | 2 (4) |             |             |  |  |                    |        |
|  |                          | Brazilia                | 2 (5)                |       |             |             |  |  |                    |        |
|  | Chile                    | Brazilia                | 2 (5)                | 1     |             |             |  |  |                    |        |
|  | Chile                    |                         | 15 iulie - Maracaibo | 1     |             |             |  |  |                    |        |
|  | Brazilia                 | 6                       |                      |       |             |             |  |  |                    |        |
|  | Brazilia                 | 6                       | Brazilia             | 3     |             |             |  |  |                    |        |
|  | 8 iulie - Maturín        |                         | Brazilia             | 3     |             |             |  |  |                    |        |
|  |                          | Argentina               | 0                    |       |             |             |  |  |                    |        |
|  | Mexic                    | Argentina               | 0                    | 6     |             |             |  |  |                    |        |
|  | Mexic                    | 11 iulie - Puerto Ordaz |                      | 6     |             |             |  |  |                    |        |
|  | Paraguay                 | 0                       |                      |       |             |             |  |  |                    |        |
|  | Paraguay                 | 0                       | Mexic                | 0     | Finala mică | Finala mică |  |  |                    |        |
|  | 8 iulie - Barquisimeto   |                         | Mexic                | 0     | Finala mică | Finala mică |  |  |                    |        |
|  |                          | Argentina               | 3                    |       |             |             |  |  |                    |        |
|  | Argentina                | Argentina               | 3                    | 4     | Uruguay     | 1           |  |  |                    |        |
|  | Argentina                |                         |                      | 4     | Uruguay     | 1           |  |  |                    |        |
|  | Peru                     | 0                       |                      | Mexic | 3           |             |  |  |                    |        |
|  | Peru                     | 0                       |                      |       | 3           |             |  |  |                    |        |
|  |                          |                         |                      |       |             |             |  |  | 14 iulie - Caracas |        |
|  |                          |                         |                      |       |             |             |  |  |                    |        |

### Sferturi de finală
| Venezuela  | 1 – 4     | Uruguay                                    |
| ---------- | --------- | ------------------------------------------ |
| Arango 41' | (Cronică) | Forlán 38', 90+1' García 64' Rodríguez 86' |

| Chile     | 1 – 6     | Brazilia                                                         |
| --------- | --------- | ---------------------------------------------------------------- |
| Suazo 76' | (Cronică) | Juan 16' Baptista 23' Robinho 27', 50' Josué 68' Vágner Love 85' |

| Mexic                                                                      | 6 – 0     | Paraguay |
| -------------------------------------------------------------------------- | --------- | -------- |
| Castillo 5' (pen.), 38' Torrado 27' Arce 79' Blanco 87' (pen.) Bravo 90+1' | (Cronică) |          |

| Argentina                                  | 4 – 0     | Peru |
| ------------------------------------------ | --------- | ---- |
| Riquelme 47', 85' Messi 61' Mascherano 75' | (Cronică) |      |

### Semifinale
| Uruguay                                                          | 2 – 2 (d.p.) (d.p.) | Brazilia                                                               |
| ---------------------------------------------------------------- | ------------------- | ---------------------------------------------------------------------- |
| Forlán 36' Abreu 69'                                             | (Cronică)           | Maicon 13' Baptista 41'                                                |
| Forlán · Scotti · González · Rodríguez · Abreu · García · Lugano | 4 – 5               | Robinho · Juan · Gilberto Silva · Afonso · Diego · Fernando · Gilberto |

| Mexic | 0 – 3     | Argentina                                |
| ----- | --------- | ---------------------------------------- |
|       | (Cronică) | Heinze 45' Messi 61' Riquelme 65' (pen.) |

### Finala mică
| Mexic                                    | 3 – 1     | Uruguay   |
| ---------------------------------------- | --------- | --------- |
| Blanco 36' (pen.) Bravo 68' Guardado 76' | (Cronică) | Abreu 22' |

### Finala
| Brazilia                               | 3 – 0     | Argentina |
| -------------------------------------- | --------- | --------- |
| Baptista 4' Ayala 40' (o.g.) Alves 69' | (Cronică) |           |

## Marcatori
| 6 goluri - Robinho 5 goluri - Juan Román Riquelme 4 goluri - Nery Castillo 3 goluri - Hernán Crespo - Júlio Baptista - Humberto Suazo - Omar Bravo - Salvador Cabañas - Roque Santa Cruz - Diego Forlán 2 goluri - Javier Mascherano - Lionel Messi - Jaime Moreno - Jaime Castrillón - Cuauhtémoc Blanco - Claudio Pizarro - Sebastián Abreu | 1 gol - Pablo Aimar - Gabriel Heinze - Diego Milito - Carlos Tévez - Juan Carlos Arce - Jhasmani Campos - Daniel Alves - Josué - Juan - Vágner Love - Maicon - Carlos Villanueva - Edixon Perea - Christian Benítez - Edison Méndez - Antonio Valencia - Fernando Arce - Andrés Guardado - Ramón Morales - Gerardo Torrado - Edgar Barreto - Oscar Cardozo | 1 gol (cont.) - Juan Carlos Mariño - José Paolo Guerrero - Miguel Villalta - Ricardo Clark - Eddie Johnson - Pablo García - Cristian Rodríguez - Vicente Sánchez - Juan Arango - Daniel Arismendi - Alejandro Cichero - Giancarlo Maldonado - Ricardo David Páez Autogoluri - Roberto Ayala (pentru Brazilia) |